# Pseudotremia simulans
Pseudotremia simulans är en mångfotingart som beskrevs av Loomis 1939. Pseudotremia simulans ingår i släktet Pseudotremia och familjen Cleidogonidae. Inga underarter finns listade i Catalogue of Life.